# SIG Sauer P227
A SIG Sauer P2227 é uma pistola semiautomática projetada e produzida nos Estados Unidos que foi introduzida em 2013 e descontinuada em 2019. O modelo P227, introduziu uma pistola de calibre .45 ACP de pilha dupla (no carregador) na linha SIG Sauer. Foi introduzido junto com o P224.

## O projeto
O P227 é semelhante em muitos aspectos ao P220 em 0,45 ACP que a SIG Sauer introduziu em 1975. Ele usa o mesmo sistema de travamento de retrocesso curto projetado pela SIG Sauer com seu gatilho de ação simples/dupla. A P220 é uma pistola de tamanho grande. O P227 usa um carregador de pilha dupla para aumentar a capacidade de munição sendo portanto, apenas um pouco maior, a ponto de não ser muito perceptível. A culatra é aberta automaticamente após o disparo da última rodada no carregador. O cão pode ser abaixado com segurança pela alavanca de desencaixe. A remoção é realizada removendo o compartimento, travando o slide aberto e, em seguida, abaixando a alavanca de remoção. A lâmina, o tambor e a mola de recuo deslizarão para a frente do quadro.
O P227 também apresenta a nova empunhadura envolvente 'E2' da Enhanced Ergonomics, em vez das empunhaduras de duas peças do P220. O P227 tem a capacidade de armazenar dez cartuchos e mais um na câmara, ao contrário da capacidade de sete ou oito cartuchos do P220. A SIG também oferece um carregador com capacidade para catorze cartuchos, incluída em vários modelos. O P227 é uma arma de ação dupla/simples, o que significa que o primeiro acionamento do gatilho é um acionamento de ação dupla de 4,54 quilogramas (10,0 libras), mas todos os subsequentes, são de ação simples de 2 quilogramas (4,41 libras). O modelo padrão tem 19,6 centímetros (7,72 polegadas) de comprimento (com um cano de 11,2 centímetros (4,41 polegadas)) e 14 centímetros (5,51 polegadas) de altura e 3,81 centímetros (1,50 polegadas) de largura. Ele pesa 907 gramas (32,0 onças) com o carregador, possui um trilho para acessórios e mira de contraste de três pontos ou mira noturna SIGLITE. A estrutura é construída em liga de alumínio anodizada com acabamento Nitron e uma lâmina de aço inoxidável fresada.

## Modelos
Em 2017, a P227 era oferecida em oito modelos:
- O P227 Nitron Full Size possui um cano de 4,4 polegadas (112 mm) e vem com alças de polímero e um carregador padrão de 10 cartuchos
- O P227 Nitron Carry possui um cano de 3,9 polegadas (99 mm), vem com dois carregadores de 10 cartuchos e tem o acabamento suavizado para facilitar o transporte oculto
- O P227 SAS Gen 2 Carry possui um gatilho de reset curto (SRT) e um cano de 3,9 polegadas (99 mm), vem com dois carregadores de 10 voltas e não possui um trilho acessório
- O P227 TACOPS Full Size tem um cano de 4,4 polegadas (112 mm) e vem com uma armação de castor, painéis de manopla G10, mira frontal TRUGLO e traseira SIGLITE, serrilhas de armar dianteiras, serrilhagem frontal, verificador de cinta frontal, um compartimento de revista estendido e quatro compartimentos de 14 cartuchos. revistas
- O P227 Tactical Full Size tem um gatilho de reset curto (SRT), um cano de 5,1 polegadas (130 mm) com rosca para aceitar um silenciador, parte frontal da empunhadura serrilhada, miras SIGLITE, e veio com um carregador de 10 ou 14 cartuchos (uma mudança nos números dos modelos sinalizou a exclusão do carregador de 14 cartuchos devido a problemas de alimentação; esses novos modelos foram enviados com dois carregadores de 10 cartuchos)
- O P227 Flat Dark Earth com corpo e slide na cor terra escura, possui um cano de 4,4 polegadas (112 mm) e vem com um carregador de 10 cartuchos padrão
- O P227 Equinox possui um slide polido de dois tons de níquel, um cano de 112 mm e vem com um carregador de 10 cartuchos padrão
- O P227 Enhanced Elite possui um cano de 4,4 polegadas (112 mm), armação na cor castor, serrilhas de deslizamento dianteiras, um gatilho de reset curta (SRT), um punho ergonômico de peça única, verificador de cinta frontal e um carregador de 10 cartuchos

## Adoção
Em 2013, a Indiana State Police adotou o SIG Sauer P227 Full Size Nitron. O contrato prevê mais de 5000 entregas de P227 até o final de 2014.
Após extensivos testes de armas .45 ACP envolvendo vários fabricantes, a Polícia Estadual da Pensilvânia selecionou o P227 como sua arma curta emitida pelo departamento em 2014.